# Ал-Монмель
Ал-Монме́ль (кат. El Montmell, вимова літературною каталанською [əł mun'mεʎ]) — муніципалітет, розташований в Автономній області Каталонія, в Іспанії. Код муніципалітету за номенклатурою Інституту статистики Каталонії — 430901. Знаходиться у районі (кумарці) Баш-Панадес (коди району — 12 та BP) провінції Таррагона, згідно з новою адміністративною реформою перебуватиме у складі баґарії (округи) Камп-да-Таррагона. 

## Назва муніципалітету
Назва муніципалітету походить від лат. monte Macelli — «гора Мацеллія».

## Населення
Населення міста (у 2007 р.) становить 1.341 особа (з них менше 14 років — 15,7%, від 15 до 64 — 70,5%, понад 65 років — 13,8%). У 2006 р. народжуваність склала 6 осіб, смертність — 7 осіб, зареєстровано 2 шлюби. У 2001 р. активне населення становило 315 осіб, з них безробітних — 41 особа.

Серед осіб, які проживали на території міста у 2001 р., 491 народилися в Каталонії (з них 74 особи у тому самому районі, або кумарці), 208 осіб приїхало з інших областей Іспанії, а 22 особи приїхали з-за кордону. 

Вищу освіту має 5,8% усього населення. 

У 2001 р. нараховувалося 289 домогосподарств (з них 30,1% складалися з однієї особи, 31,1% з двох осіб,13,8% з 3 осіб, 15,9% з 4 осіб, 4,8% з 5 осіб, 2,8% з 6 осіб, 0,3% з 7 осіб, 0,7% з 8 осіб і 0,3% з 9 і більше осіб).

Активне населення міста у 2001 р. працювало у таких сферах діяльності : у сільському господарстві — 5,1%, у промисловості — 29,2%, на будівництві — 19,0% і у сфері обслуговування — 46,7%. 

 У муніципалітеті або у власному районі (кумарці) працює 69 осіб, поза районом — 218 осіб.

### Безробіття
У 2007 р. нараховувалося 73 безробітних (у 2006 р. — 72 безробітних), з них чоловіки становили 53,4%, а жінки — 46,6%.

## Економіка

### Підприємства міста

#### Промислові підприємства
| \| Промислові підприємства міста, за сферою діяльності \| Промислові підприємства міста, за сферою діяльності \| Промислові підприємства міста, за сферою діяльності \| \| Рік \| 2002 р. \| 2001 р. \| \| --------------------------------------------------- \| --------------------------------------------------- \| --------------------------------------------------- \| \| Енергетичні та водні ресурси \| 50,0% \| 100,0% \| \| Хімія та метали \| 0,0% \| 0,0% \| \| Переробка металів \| 50,0% \| 0,0% \| \| Продукти харчування \| 0,0% \| 0,0% \| \| Текстиль \| 0,0% \| 0,0% \| \| Виробництво меблів, видання \| 0,0% \| 0,0% \| \| Інше \| 0,0% \| 0,0% \| \| Усього підприємств \| 2 \| 1 \| |         |         |
| Промислові підприємства міста, за сферою діяльності |         |         |
| Рік | 2002 р. | 2001 р. |
| Енергетичні та водні ресурси | 50,0%   | 100,0%  |
| Хімія та метали | 0,0%    | 0,0%    |
| Переробка металів | 50,0%   | 0,0%    |
| Продукти харчування | 0,0%    | 0,0%    |
| Текстиль | 0,0%    | 0,0%    |
| Виробництво меблів, видання | 0,0%    | 0,0%    |
| Інше | 0,0%    | 0,0%    |
| Усього підприємств | 2       | 1       |

#### Роздрібна торгівля
| \| Підприємства роздрібної торгівлі міста, за сферою діяльності \| Підприємства роздрібної торгівлі міста, за сферою діяльності \| Підприємства роздрібної торгівлі міста, за сферою діяльності \| \| Рік \| 2002 р. \| 2001 р. \| \| ------------------------------------------------------------ \| ------------------------------------------------------------ \| ------------------------------------------------------------ \| \| Продукти харчування \| — \| 0,0% \| \| Одяг та взуття \| — \| 0,0% \| \| Товари для дому \| — \| 0,0% \| \| Книги та періодичні видання \| — \| 0,0% \| \| Промислова хімічна продукція \| — \| 0,0% \| \| Продукція, пов'язана з транспортними засобами \| — \| 0,0% \| \| Інше \| — \| 100,0% \| \| Усього підприємств \| — \| 2 \| |         |         |
| Підприємства роздрібної торгівлі міста, за сферою діяльності |         |         |
| Рік | 2002 р. | 2001 р. |
| Продукти харчування | —       | 0,0%    |
| Одяг та взуття | —       | 0,0%    |
| Товари для дому | —       | 0,0%    |
| Книги та періодичні видання | —       | 0,0%    |
| Промислова хімічна продукція | —       | 0,0%    |
| Продукція, пов'язана з транспортними засобами | —       | 0,0%    |
| Інше | —       | 100,0%  |
| Усього підприємств | —       | 2       |

#### Сфера послуг
| \| Підприємства міста, що працюють у сфері послуг, за діяльністю \| Підприємства міста, що працюють у сфері послуг, за діяльністю \| Підприємства міста, що працюють у сфері послуг, за діяльністю \| \| Рік \| 2002 р. \| 2001 р. \| \| ------------------------------------------------------------- \| ------------------------------------------------------------- \| ------------------------------------------------------------- \| \| Гуртова торгівля \| 6,2% \| 7,1% \| \| Готелі та готельний бізнес \| 37,5% \| 50,0% \| \| Транспорт та зв'язок \| 25,0% \| 14,3% \| \| Посередницькі фінансові послуги \| 0,0% \| 0,0% \| \| Послуги підприємствам \| 0,0% \| 0,0% \| \| Послуги фізичним особам \| 6,2% \| 7,1% \| \| Нерухомість та ін. \| 25,0% \| 21,4% \| \| Усього підприємств \| 16 \| 14 \| |         |         |
| Підприємства міста, що працюють у сфері послуг, за діяльністю |         |         |
| Рік | 2002 р. | 2001 р. |
| Гуртова торгівля | 6,2%    | 7,1%    |
| Готелі та готельний бізнес | 37,5%   | 50,0%   |
| Транспорт та зв'язок | 25,0%   | 14,3%   |
| Посередницькі фінансові послуги | 0,0%    | 0,0%    |
| Послуги підприємствам | 0,0%    | 0,0%    |
| Послуги фізичним особам | 6,2%    | 7,1%    |
| Нерухомість та ін. | 25,0%   | 21,4%   |
| Усього підприємств | 16      | 14      |

## Житловий фонд
У 2001 р. 6,6% усіх родин (домогосподарств) мали житло метражем до 59 м2, 29,1% — від 60 до 89 м2, 26,3% — від 90 до 119 м2 і
38,1% — понад 120 м2.

З усіх будівель у 2001 р. 72,5% було одноповерховими, 23,3% — двоповерховими, 4,1
% — триповерховими, 0,1% — чотириповерховими, 0,0% — п'ятиповерховими, 0,0% — шестиповерховими,
0,0% — семиповерховими, 0,0% — з вісьмома та більше поверхами.

## Автопарк
| \| Автомобілі, зареєстровані у місті, за призначенням \| Автомобілі, зареєстровані у місті, за призначенням \| Автомобілі, зареєстровані у місті, за призначенням \| \| Рік \| 2006 р. \| 2005 р. \| \| -------------------------------------------------- \| -------------------------------------------------- \| -------------------------------------------------- \| \| Приватні автомобілі \| 65,4% \| 65,8% \| \| Мотоцикли \| 8,2% \| 7,9% \| \| Вантажівки \| 22,4% \| 23,1% \| \| Трактори \| 0,0% \| 0,0% \| \| Автобуси та ін. \| 3,9% \| 3,3% \| \| Усього автомобілів \| 995 шт. \| 885 шт. \| |         |         |
| Автомобілі, зареєстровані у місті, за призначенням |         |         |
| Рік | 2006 р. | 2005 р. |
| Приватні автомобілі | 65,4%   | 65,8%   |
| Мотоцикли | 8,2%    | 7,9%    |
| Вантажівки | 22,4%   | 23,1%   |
| Трактори | 0,0%    | 0,0%    |
| Автобуси та ін. | 3,9%    | 3,3%    |
| Усього автомобілів | 995 шт. | 885 шт. |

## Вживання каталанської мови
У 2001 р. каталанську мову у місті розуміли 94,6% усього населення (у 1996 р. — 96,2%), вміли говорити нею 69,6% (у 1996 р. — 
72,6%), вміли читати 72,1% (у 1996 р. — 76,4%), вміли писати 44,8
% (у 1996 р. — 47,1%). Не розуміли каталанської мови 5,4%.

## Політичні уподобання
У виборах до Парламенту Каталонії у 2006 р. взяло участь 384 особи (у 2003 р. — 309 осіб). Голоси за політичні сили розподілилися таким чином:
| \| Вибори до Парламенту Каталонії \| Вибори до Парламенту Каталонії \| Вибори до Парламенту Каталонії \| \| Рік \| 2006 р. \| 2003 р. \| \| -------------------------------------- \| ------------------------------ \| ------------------------------ \| \| Конвергенція та Єднання (CiU) \| 26,3% \| 23,6% \| \| Соціалістична партія Каталонії (PSC) \| 41,9% \| 57,3% \| \| Народна партія (PP) \| 7,8% \| 5,5% \| \| Ініціатива за Каталонію — Зелені (ICV) \| 8,6% \| 5,5% \| \| Республіканська лівиця Каталонії (ERC) \| 8,3% \| 8,1% \| \| Громадяни — Громадянська партія (C's) \| 2,9% \| 0,0% \| \| Інші \| 4,2% \| 0,0% \| |         |         |
| Вибори до Парламенту Каталонії |         |         |
| Рік | 2006 р. | 2003 р. |
| Конвергенція та Єднання (CiU) | 26,3%   | 23,6%   |
| Соціалістична партія Каталонії (PSC) | 41,9%   | 57,3%   |
| Народна партія (PP) | 7,8%    | 5,5%    |
| Ініціатива за Каталонію — Зелені (ICV) | 8,6%    | 5,5%    |
| Республіканська лівиця Каталонії (ERC) | 8,3%    | 8,1%    |
| Громадяни — Громадянська партія (C's) | 2,9%    | 0,0%    |
| Інші | 4,2%    | 0,0%    |

У муніципальних виборах у 2007 р. взяло участь 671 особа (у 2003 р. — 468 осіб). Голоси за політичні сили розподілилися таким чином:
| \| Муніципальні вибори \| Муніципальні вибори \| Муніципальні вибори \| \| Рік \| 2007 р. \| 2003 р. \| \| -------------------------------------- \| ------------------- \| ------------------- \| \| Конвергенція та Єднання (CiU) \| 34,7% \| 13,5% \| \| Соціалістична партія Каталонії (PSC) \| 53,9% \| 64,5% \| \| Народна партія (PP) \| 2,1% \| 0,0% \| \| Ініціатива за Каталонію — Зелені (ICV) \| 9,2% \| 10,9% \| \| Республіканська лівиця Каталонії (ERC) \| 0,0% \| 0,0% \| \| Громадяни — Громадянська партія (C's) \| 0% \| 0% \| \| Інші \| 0,0% \| 11,1% \| |         |         |
| Муніципальні вибори |         |         |
| Рік | 2007 р. | 2003 р. |
| Конвергенція та Єднання (CiU) | 34,7%   | 13,5%   |
| Соціалістична партія Каталонії (PSC) | 53,9%   | 64,5%   |
| Народна партія (PP) | 2,1%    | 0,0%    |
| Ініціатива за Каталонію — Зелені (ICV) | 9,2%    | 10,9%   |
| Республіканська лівиця Каталонії (ERC) | 0,0%    | 0,0%    |
| Громадяни — Громадянська партія (C's) | 0%      | 0%      |
| Інші | 0,0%    | 11,1%   |